# Route européenne 441
Pour les articles homonymes, voir E441 (homonymie) et Route 441.
La route européenne 441 est une route reliant Chemnitz à Plauen.